# Gran Premi de Gran Bretanya del 1987
Resultats del Gran Premi de la Gran Bretanya de Fórmula 1 de la temporada 1987, disputat al circuit de Silverstone el 12 de juliol del 1987.

## Resultats
| Pos   | No | Pilot              | Equip                    | Voltes | Temps/ Retirada          | Pos. de sortida | Punts |
| ----- | -- | ------------------ | ------------------------ | ------ | ------------------------ | --------------- | ----- |
| 1     | 5  | Nigel Mansell      | Williams - Honda         | 65     | 1h 19' 12. 2             | 2               | 9     |
| 2     | 6  | Nelson Piquet      | Williams - Honda         | 65     | + 1.918 s                | 1               | 6     |
| 3     | 12 | Ayrton Senna       | Lotus - Honda            | 64     | + 1 Volta                | 3               | 4     |
| 4     | 11 | Satoru Nakajima    | Lotus - Honda            | 63     | + 2 Voltes               | 12              | 3     |
| 5     | 17 | Derek Warwick      | Arrows - Megatron        | 63     | + 2 Voltes               | 13              | 2     |
| 6     | 19 | Teo Fabi           | Benetton - Ford          | 63     | + 2 Voltes               | 6               | 1     |
| 7     | 20 | Thierry Boutsen    | Benetton - Ford          | 62     | + 3 Voltes               | 5               |       |
| 8 (1) | 3  | Jonathan Palmer    | Tyrrell - Ford           | 60     | + 5 Voltes               | 23              |       |
| 9 (2) | 14 | Pascal Fabre       | AGS - Ford               | 59     | + 6 Voltes               | 25              |       |
| Ret   | 4  | Philippe Streiff   | Tyrrell - Ford           | 57     | Motor                    | 22              |       |
| NC    | 9  | Martin Brundle     | Zakspeed                 | 54     | No Classificat           | 17              |       |
| Ret   | 1  | Alain Prost        | McLaren - TAG            | 53     | Motor                    | 4               |       |
| Ret   | 27 | Michele Alboreto   | Ferrari                  | 52     | Suspensions              | 7               |       |
| Ret   | 18 | Eddie Cheever      | Arrows - Megatron        | 45     | Motor                    | 14              |       |
| Ret   | 23 | Adrián Campos      | Minardi - Motori Moderni | 34     | Prob. amb el combustible | 19              |       |
| Ret   | 21 | Alex Caffi         | Osella - Alfa Romeo      | 32     | Motor                    | 20              |       |
| Ret   | 10 | Christian Danner   | Zakspeed                 | 32     | Caixa canvi              | 18              |       |
| Ret   | 7  | Riccardo Patrese   | Brabham - BMW            | 28     | Turbo                    | 11              |       |
| Ret   | 2  | Stefan Johansson   | McLaren - TAG            | 18     | Motor                    | 10              |       |
| Ret   | 24 | Alessandro Nannini | Minardi - Motori Moderni | 10     | Motor                    | 15              |       |
| Ret   | 8  | Andrea de Cesaris  | Brabham - BMW            | 8      | Turbo                    | 9               |       |
| Ret   | 28 | Gerhard Berger     | Ferrari                  | 7      | Accident                 | 8               |       |
| Ret   | 30 | Philippe Alliot    | Larrousse - Ford         | 7      | Caixa canvi              | 21              |       |
| Ret   | 25 | René Arnoux        | Ligier - Megatron        | 3      | Part elèctrica           | 16              |       |
| Ret   | 16 | Ivan Capelli       | March - Ford             | 3      | Accident                 | 24              |       |
| DSQ   | 26 | Piercarlo Ghinzani | Ligier - Megatron        | 0      | Exclòs                   | 19              |       |

## Altres
- Pole: Nelson Piquet 1' 07. 110

- Volta ràpida: Nigel Mansell 1' 09. 832 (a la volta 58)

- (1) i (2) són la classificació pel Jim Clark Trophy per motors per aspiració normal (que no eren turbo).